# John R. Searle

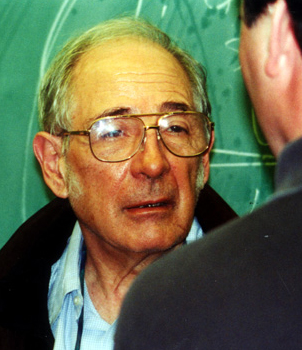
John Searle este profesor de filozofie la UC Berkeley.

John Rogers Searle (AFI: /sɜrl/) (n. 31 iulie 1932, Denver, Colorado) este un filozof american. Principalele sale domenii de activitate sunt filozofia limbajului, filozofia minții, ontologie socială precum și părți din metafizică. Searle este profesor de filozofie la Universitatea Berkeley din California.

## Forța ilocuționară
Primele studii ale lui Searle continuau eforturile de cercetare ale profesorilor săi John Langshaw Austin si Peter Frederick Strawson. Actele vorbirii lui Searle au dezvoltat analizele actelor performative descrise de John Langshaw Austin. Searle s-a concentrat doar asupra actelor ilocuționare, actele performate atunci când spui ceva.
In analiza propozițiile (vezi Speech Acts p. 22)
1. Sam fumează frecvent.
2. Fumează Sam frecvent?
3. Sam, fumează frecvent!
4. Ar fuma Sam frecvent.

au fiecare același conținut propozițional, Sam fumează, dar diferă din punctul de vederea al forței ilocuționare , fiind respectiv o afirmație, o întrebare, un ordin, sau o exprimare a unei dorințe.
Searle explica modul in care forța ilocuționară a unei propoziții poate fi descrisă ca respectând anumite reguli, anumite condiții. Aceste reguli trasează circumstanțele și scopurile fiecărui act ilocuționar. Searle propune patru tipuri generale de reguli.
De obicei o ilocuție are un conținut propozitional specificabil. De pilda, o cerere are un conținut viitor în timp ce o declarație poate avea orice tip de conținut. Unele ilocuții cum sunt urările nu au nici un asemenea conținut.
Anumite condiții de background sunt necesare pentru succesul oricărui act ilocuționar. de exemplu, pentru succesul unei cereri, este necesar ca cel care o primește să fie capabil să o îndeplinească, iar cel care o formulează să creadă in abilitatea sa de a o putea indeplini. Pentru ca o urare să aibă succes cei doi trebuie să se fi întâlnit sau măcar cunoscut. Searle numește toate acestea condiții preparatorii.
O urare poate fi nesinceră. Dar pentru a mulțumi cuiva e necesar ca vorbitorul să fie sincer in aprecieri, si pentru a pune sincer o întrebare, el trebuie să-si dorească să primească un răspuns. Searle a numit asta condiția de sinceritate.
In cele din urmă și cea mai importantă condiție cere ca fiecare ilocuție să fie descrisă in termenii a exact ceea ce încercă să facă. Astfel o aserțiune contează exact pe prezumția că acel ceva se întâmplă cu adevărat. O întrebare contează doar ca o încercare de a obține o informație suplimentară. A mulțumi cuiva contează doar ca o exprimare a gratitudinii. Asta asumă intenția vorbitorului sau intentionalitatea propozitiei, idee care a devenit un focus in operele de maturitate ale lui Searle.

## Inteligență artificială puternică
Argumentul împotriva a ceea ce el numește " AI puternic" este parte a unei poziții ceva mai largi, ce cuprinde relația dintre minte și corp. Searle se opune deopotrivă dualismului si reductionismului în favoarea unei poziții pe care o numește " naturalism biologic." Punctul său de vedere caracterizează conștiința drept un fenomen emergent al organismului care are doar proprietăți fizice (analog modului în care presiunea unui gaz e o proprietate emergentă a milioanelor de molecule care se ciocnesc).
Camerei chinezestiIntenționalitatea sta în inima teoriei lui Searle a Camera chinezească argument împotriva intelligenței artificiale care spune că din moment ce mințile posedă intenționalitate, dar computerele nu, computerele nu pot minți.

## Intenționalitatea
Searle a generalizat mai apoi aceasta descriere a forței ilocuționare si a tratat-o ca un caz specific al intentionalității. Făcând asta el a　identificat o proprietate a fenomenelor intenționalității si a numit-o direcție de suprapunere( direction of fit). De exemplu, daca cineva vede o floare starea lui mentala se muleaza pe starea lumii. Direcția de suprapunere este dinspre minte către lume. Dar daca altcineva ridică mâna și vrea sa culeagă floarea scopul sau este ca lumea să se muleze peste starea lui mentală. Deci direcția de suprapunere este dinspre lume către minte.
El a utilizat termenul background, intr-un mod strict tehnic, in linii mari însă aceasta este contextul în care actul intențional se petrece. E foarte important faptul ca el include înțelegerea lumii de către actor, (subiect), inclusiv a modului in care ceilalti pot lua parte la activitățile intenționale.

## Intenționalitatea socială
Searle furnizează o bază teoretică puternică pentru utilizarea noțiunii de intenționalitate in contexte sociale ceva mai largi. Intenționalitatea e　un termen tehnic care înseamna proprietate. Intenționalitatea indică faptul că cineva a atașat un anume sens unui obiect, l-a încărcat cu o credință anume, o proprietate și asa mai departe. E un sens ceva mai larg decât cel al intenției înțeleasă in sens comun . In tratatul Collective intentions and actions Searle cauta sa explice intentiile colective ca o forma distincta de intentionalitate.

## Teze ale intenționalității
1.	Comportamentul intențional există, și el nu este suma comportamentelor intenționale individuale.
2.	Intențiile colective nu pot fi reduse la cele individuale.
3.	Cele doua teze functioneaza doar daca :
a.	Societatea constă in nimic altceva decit din indivizi, nu exista o conștiință de grup.
b.	Intenționalitatea individuală sau de grup e independentă de adevărul sau falsitatea credințelor individuale.
Searle dezvolta o notatie a intentiei colective care le leaga pe cele doua dar le tine in acelasi timo distincte. De aceea:
4.	Intentionalitatea colectivă presupune un sens de Background al celuilalt ca actor social – capabil sa ia parte la activitati colective.
In final toate acestea la un loc conduc la concluzia ca:
5.	Teoria intentionalității si notiunea de background, sunt capabile sa explice intentionalitatea colectiva .

## Construcția realității sociale
Searle a aplicat recent analiza intenționalității la constructe sociale. Interesul său merge în direcția în care anumite aspecte ale lumii noastre se nasc ca rezultat a intenționalității combinate a celor care se folosesc de ele. De exemplu, o bancnotă de zece lei este o bancnotă de zece lei doar în virtutea acestei intenționalități colective. Și asta pentru că cei care o folosesc cred în valoarea ei economică. Asta în ciuda faptului că guvernul român se străduiește să-i dea valoare. Imaginați-vă că vreți să cumpărați ceva de la cineva care nu-i recunoaște valoarea. Până nu-l convingeți că are valoarea, bancnota nu e decât o bucată de hârtie colorată. Asemenea obiecte constructe sociale ne fac viețile mai ușoare. Chiar limba pe care o folosim, proprietatea sau relațiile cu ceilalți depinde de asemenea intenționalități.
Spre finalul cărții The Construction of Social Reality (Construcția realității sociale) Searle prezintă argumente în favoarea unui realism în filozofia modern.

## Opera selectivă
- Speech Acts. En Essay in the Philosophy of Language , (1969)
- The Campus War, (1971)
- Expression and Meaning. Studies in the Theory of Speech ActsMeaning, (1979)
- "Minds, Brains and Programs", The Behavioral and Brain Sciences.3, pp. 417–424. (1980)
- Intentionality. An Essay in the Philosophy of Mind, (1983)
- Minds, Brains and Science, Harvard University Press, Cambridge, Mass. (1984)
- Foundations of Illocutionary Logic, in colaborare cu Daniel Vanderveken, 1985;
- Mind, Language and Society. Philosophy in the Real World, 1988.
- studiul "Collective intentions and actions".(1990) in Intentions in Communication J. M. P. R. Cohen, & M. and E. Pollack. Cambridge, Mass.: . MIT Press: 401-416.
- The Construction of Social Reality, (1995)
- Rationality in Action, MIT Press, (2001)
- The Rediscovery of the Mind, (1995) ISBN 0-262-69154-X
- The Construction of Social Reality, 1996;
- The Mistery of Conciousness, 1997;
- John Searle (Philosophy Now), Nick Fotion, ISBN 1-902683-09-9
- Mind, (2004)

## Traduceri în limba română
- În colecția Plural a Editurii Polirom a apărut traducerea lucrării Realitatea ca proiect social (2000);
- Mintea - scurtă introducere în filosofia minții", traducere Iustina Cojocaru, Editura Herald, București, 2013.